# Norn (yacht)
M/Y Norn är en superyacht tillverkad av Lürssen i Bremen i Tyskland. Hon levererades 2023 till sin ägare Charles Simonyi, en amerikansk IT-entreprenör, och hans fru Lisa Persdotter. Norn designades exteriört av Espen Øino medan interiört designades av Dölker + Voges. Superyachten är 90 meter lång och 14,8 meter bred.
Norn kostade $250 miljoner att bygga.

## Bilder

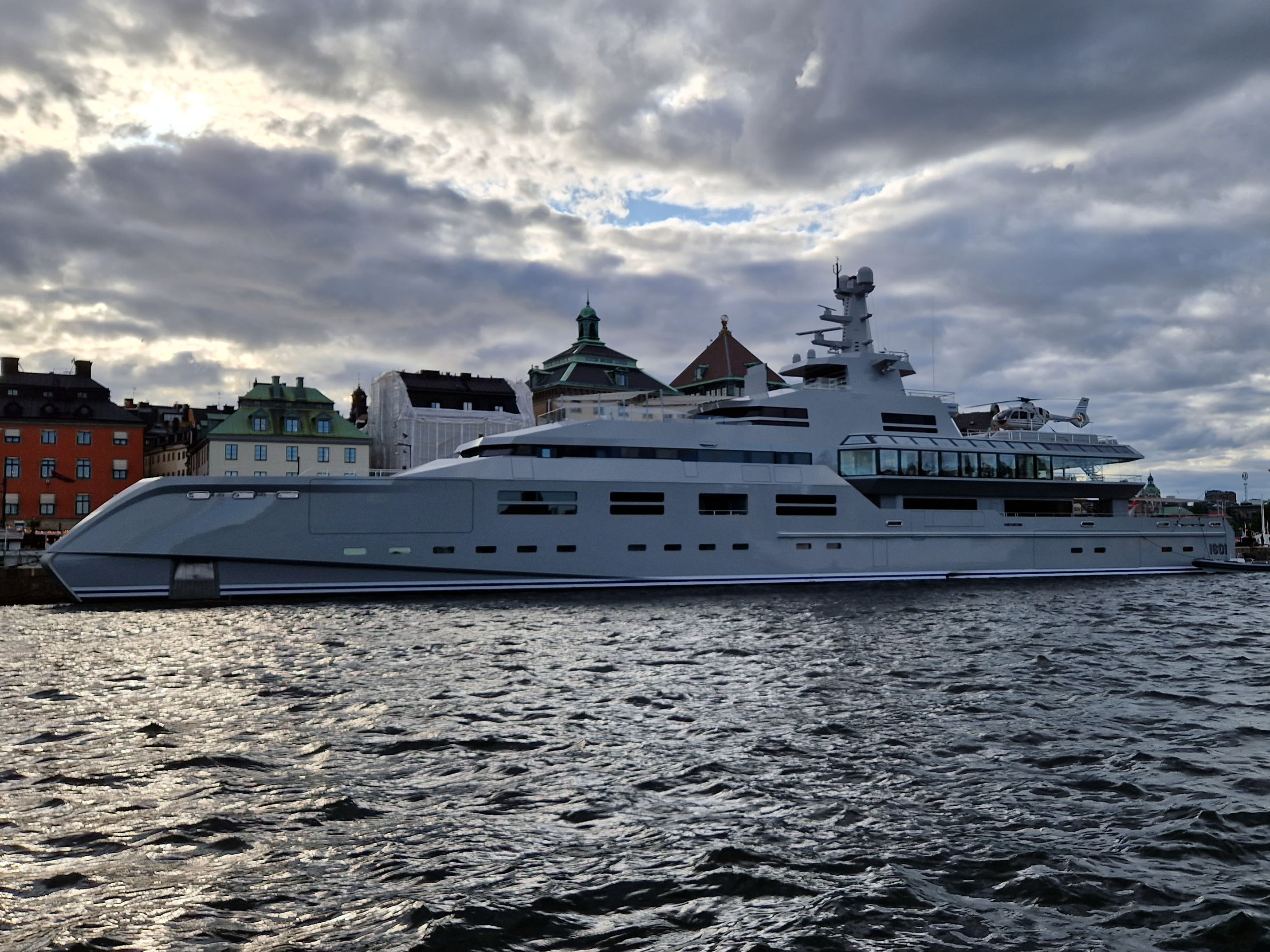
Norn i Stockholm i Sverige, 2023.
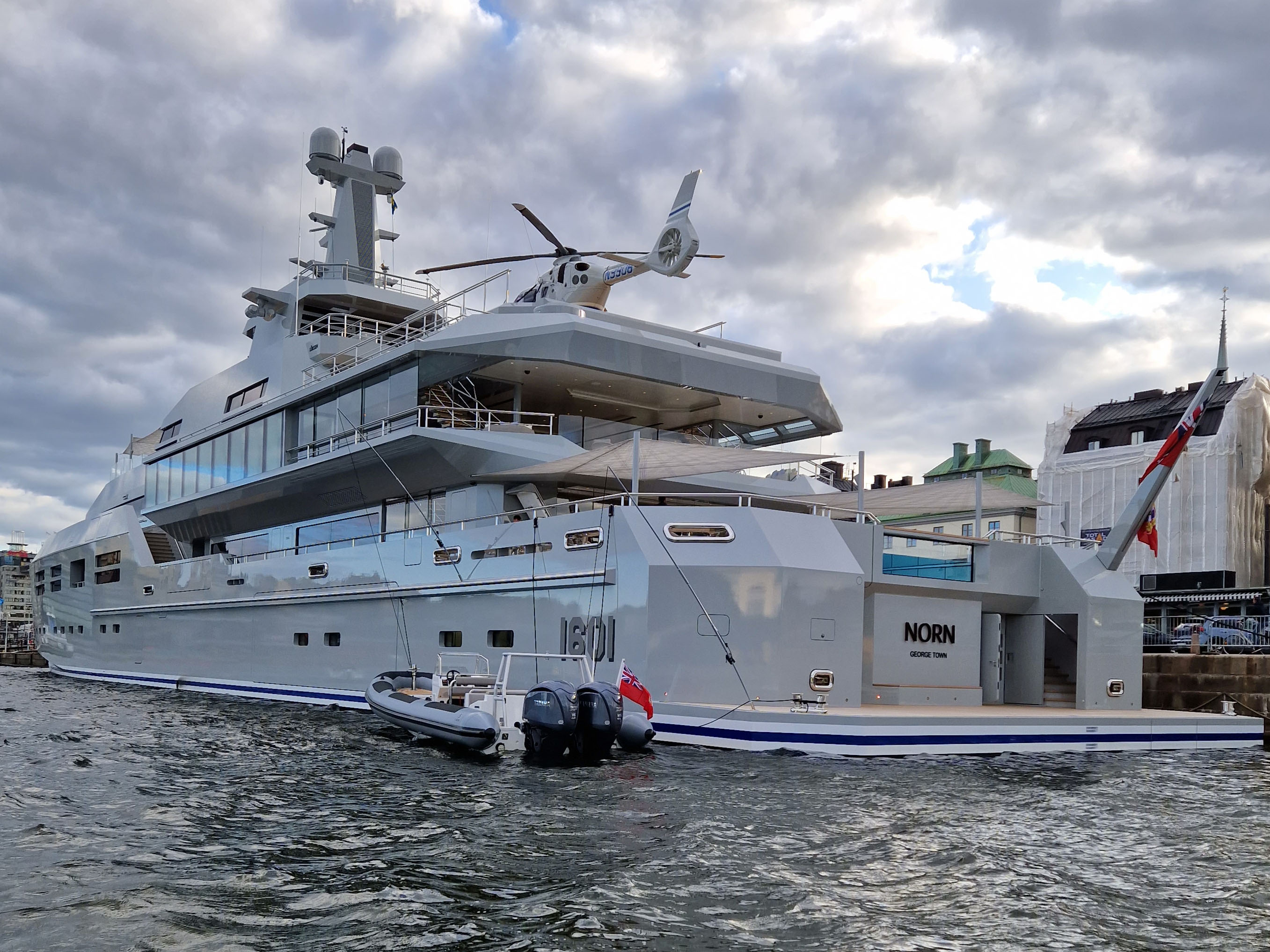
Norn i Stockholm i Sverige, 2023.